# 争取重建第四国际联络委员会
争取重建第四国际联络委员会（西班牙語：Comité de Enlace por la Reconstrución de la IV Internacional，缩写为CERCI）是一个托洛茨基主义国际组织，主要活动于拉丁美洲。该组织成立于1988年。玻利维亚的革命工人党的领袖吉列尔莫·洛拉在该组织中扮演着领导角色。
争取重建第四国际联络委员会的创始成员包括：
- 阿根廷 革命工人党
- 玻利维亚 革命工人党
- 巴西 革命工人党

一些报导称该组织已于1997年左右解散。但是，玻利维亚革命工人党仍以争取重建第四国际联络委员会支部自称。2009年，一份关于吉列尔莫·洛拉的讣告也以争取重建第四国际联络委员会的名义发出。